# Cantó de Senta Fe la Granda
El cantó de Senta Fe la Granda és un cantó francès del departament de la Gironda, situat al districte de Liborna. Té 14 municipis i el cap és Senta Fe la Granda.

## Municipis
- Camp Long
- Aineça
- Las Lòtjas e Tomeiragas
- Ligüers
- Margueron
- Pinuelh
- Riu Cau
- La Ròquilha
- Sent Andriu e Apela
- Sent Avit de Soletge
- Sent Avit e Sent Nasari
- Senta Fe la Granda
- Sant Filipe deu Senhal
- Sent Quentin de Camp Long

## Història
| Data d'elecció                           | Identitat           | Partit           | Qualitat |
| ---------------------------------------- | ------------------- | ---------------- | -------- |
| 1945-1961                                | Jean-Raymond Guyon  | SFIO             |          |
| 1961-1976                                | Joseph Bonnemaison  |                  |          |
| 1976-1988                                | Pierre Lart         | PS               |          |
| 1988-1994                                | Michel Maumont      | PS               |          |
| 1994-2008                                | Jean-Pierre Chalard | RPR, després UMP |          |
| 2008-                                    | Robert Provain      | PS               |          |
| les dades anteriors no són pas conegudes |                     |                  |          |
|                                          |                     |                  |          |

## Demografia
| 1962   | 1968   | 1975   | 1982   | 1990   | 1999   | 2006   |
| ------ | ------ | ------ | ------ | ------ | ------ | ------ |
| 10.173 | 10.980 | 11.393 | 11.195 | 11.211 | 11.534 | 11.923 |